# Alfredo Mury
Alfredo Charles Mury Benz (ur. 3 grudnia 1908 w Bex, zm. 14 lipca 1997 w Gwatemali) – gwatemalski strzelec, olimpijczyk.
Brał udział w Letnich Igrzyskach Olimpijskich 1952 (Helsinki). Tam, zajął 32. miejsce w konkurencji karabinu dowolnego z trzech pozycji i 45. miejsce w konkurencji karabinu małokalibrowego leżąc.

## Wyniki olimpijskie
| Igrzyska | Konkurencja                          | Wynik                                                                               | Miejsce | Źródło |
| -------- | ------------------------------------ | ----------------------------------------------------------------------------------- | ------- | ------ |
| IO 1952  | Karabin dowolny, trzy postawy, 300 m | Leżąc – 363 punkty Klęcząc – 277 punktów Stojąc – 245 punktów Łącznie – 885 punktów | 32.     | [ 2 ]  |
| IO 1952  | Karabin małokalibrowy leżąc, 50 m    | 387 punktów (96-97-97-97)                                                           | 45.     | [ 3 ]  |